# Tatev (Syunik)
Pour l’article homonyme, voir Tatev.
Tatev (en arménien Տաթև) est une communauté rurale du marz de Syunik en Arménie. En 2008, elle compte 892 habitants.
Le monastère de Tatev est situé sur son territoire.